# Simulium rithrogenophilum
Simulium rithrogenophilum es una especie de insecto del género Simulium, familia Simuliidae, orden Diptera.
Fue descrita científicamente por Konurbayev, 1984.